# 25920 Templeanne
25920 Templeanne este un asteroid din centura principală de asteroizi.

## Descriere
25920 Templeanne este un asteroid din centura principală de asteroizi. A fost descoperit pe 16 februarie 2001 la Socorro, New Mexico, în cadrul proiectului LINEAR. Asteroidul prezintă o orbită caracterizată de o semiaxă mare de 3,02 ua, o excentricitate de 0,03 și o înclinație de 9,9° în raport cu ecliptica.